# Elektrický svod
Jako elektrický svod bývají v elektronice a elektrotechnice označovány následující věci:
- Obvykle nežádoucí jev, kdy např. izolace vedení nemá nekonečný odpor a tím pádem skrz ní uniká malý proud. Viz též Konduktivní proud. Podobně může jít o nežádoucí vlastnost kondenzátoru, kdy se skutečný kondenzátor (na rozdíl od ideálního) chová, jakoby k němu byl paralelně připojen parazitní odpor. V těchto případech se svod měří buď jako proud (jednotka 1 Ampér, při určitém napětí) nebo jako odpor (jednotka 1 Ohm).

- V některých případech bývá za svod označována (taktéž obvykle nežádoucí) elektrická vodivost daného prvku, jednotka v takovém případě bývá 1 S (Siemens).